# 정 목공
정 목공(鄭穆公, 鄭繆公, 기원전 649년 ~ 기원전 606년, 재위 기원전 627년 ~ 기원전 606년)은 춘추 시대 정나라의 제11대 임금이다. 이름은 난(蘭)이다.

## 업적
정 목공은 활나라를 공격해 멸망시켰다.활(滑)나라는 천자국인 주나라와 맞닿아 있어 정치•경제적으로도 중요한 중원의 노른자위중 하나였다.

## 사적
정문공 24년(기원전 649년), 천첩 연길의 소생으로 태어났다.
정문공이 아들들을 죽이고 내쫓을 때, 진나라로 달아났다. 정문공 43년(기원전 630년), 정문공이 예전에 진 문공을 무례히 대했고 또 성복 전투에서는 진문공의 적 초나라 편을 든 까닭에 진과 진의 연합 공격을 받았다. 진문공은 공자 난으로 태자를 삼을 것을 정나라에 요구했고, 정 문공도 이를 받아들이니 공자 난은 귀국했다. 정문공 45년(기원전 628년)에 아버지가 죽자 그 뒤를 이어 임금이 되었다.
정문공 43년의 진 · 진 연합군 침공 때, 정나라는 진나라와 결맹하여 진나라 군대를 퇴각하게 만들었고, 진나라에서는 세 대부를 정나라에 두어 정나라를 지키게 했다. 그런데 정문공 45년(기원전 628년), 세 대부 중 한 사람인 기자가 진 목공에게 정나라를 칠 수 있다고 전하자, 진 목공은 이 세 대부와 짜고 정나라를 정복하고자 했다. 그리하여 백리시, 서걸출, 백을병 세 사람이 이끄는 진나라 군대는 진나라를 떠나 정목공 원년(기원전 627년)에 주나라를 지나 활나라에 이르렀다. 정나라 상인 현고가 주나라로 장사하러 가다가 이 진나라 군대를 만났다. 현고는 진나라 군에 소를 주어 먹이면서 자신이 정목공의 명령으로 진나라에서 오는 이 군을 대접하도록 부탁을 받았다고 거짓말을 하고는 사람을 보내 급히 정나라에 이 소식을 알렸다. 정문공이 듣고는 진나라 세 대부를 살피게 하니, 진나라 세 대부가 과연 전쟁 준비를 하고 있었다. 정목공이 사람을 보내 이들에게 말을 전하자, 이들은 계획이 실패했음을 깨닫고 각자 제나라와 송나라로 달아났다. 한편 진나라 본대를 이끄는 백리시도 현고의 말을 듣고는 정나라가 이미 대비를 하고 있을 것이라고 여기고 정나라 공격 계획을 취소하고 활나라를 멸망시키고 약탈하고 철수했다. 이 진나라 군대는 돌아가다가 효산에서 진나라의 공격을 받고 참패했다.
정목공 원년(기원전 627년), 초나라 영윤 자상이 초나라로 망명한 형제 공자 하를 정나라 임금으로 세우려고 쳐들어왔는데 공자 하가 정나라에 사로잡혀 죽임을 당했다. 이로써 정목공의 군위가 튼튼해졌다.
정목공 22년(기원전 606년), 정목공은 죽었다. 아들 이가 뒤를 이으니, 곧 정 영공이다.

## 가정
- 정 문공 (아버지)
- 연길 (어머니)
  - 정 목공
    - 정 영공 (아들)
    - 정 양공 (아들)
    - 공자 거질 (자는 자량) (아들) (7목 중 양씨의 시조)
    - 공자 희 (자 자한) (아들) (7목 중 한씨의 시조)
    - 공자 비 (자 자사) (아들) (7목 중 사씨의 시조)
    - 공자 서 (자 자인) (아들) (7목 중 인씨의 시조)
    - 공자 발 (자 자국) (아들) (7목 중 국씨의 시조)
    - 공자 언 (자 자유) (아들) (7목 중 유씨의 시조)
    - 공자 평 (자 자풍) (아들) (7목 중 풍씨의 시조)
    - (이름 미상), 자 자연 (아들) (연씨의 시조)
    - 공자 가 (자 자공) (아들) (공씨의 시조)
    - 공자 휘 (자 자우) (아들) (우씨의 시조)
    - 공자 지 (자 자공) (아들) (대계씨의 시조)
    - 하희 (딸)